# Kinosternon oaxacae
Kinosternon oaxacae је гмизавац из реда корњача.

## Угроженост
Подаци о распрострањености ове врсте су недовољни.

## Распрострањење
Ареал врсте је ограничен на једну државу. 
Мексико је једино познато природно станиште врсте.

## Станиште
Станишта врсте су речни екосистеми и слатководна подручја.